# قتل شادن أبو حجلة
شادن أبو حجلة (وُلدت في 15 فبراير 1941 – تُوفيت في 11 أكتوبر 2002) ناشطة سلام وفاعلة خير فلسطينية.

## الخلفية العائلية
وُلدت شادن أبو حجلة باسم شادن عبد القادر الصالح، ابنة عبد القادر الصالح من عائلة الحاج محمد، وهو من بلدة تلفيت جنوب شرق نابلس. عمل مُدرسا بين عامي 1930 و1950 وكان عضوًا في مجلس النواب الأردني لمدة 30 عامًا وشغل مناصب مثل وزير الدفاع والزراعة والأشغال العامة. والدتها فاطمة أبو غزالة.

## الحياة الشخصية
درست شادن أبو حجلة في المدارس الحكومية في نابلس وتخرّجت من المدرسة الثانوية عام 1958. تابعت دراستها في كلية المعلمات في رام الله وتخرّجت فيها عام 1961. في عام 1959 كانت مخطوبة للدكتور جمال أبو حجلة وتزوّجا عام 1962. عاش الزوجان في القاهرة بينما أنهى جمال أبو حجلة تعليمه في جراحة الأذن والأنف والحنجرة. في عام 1963 رُزقا بمولودهما الأول ابنة اسمُها لنا وقد عملت كضابط كبير في برنامج الأمم المتحدة الإنمائي في القدس. في عام 1965 عادوا إلى نابلس. بدأ جمال العمل كرئيس لأقسام جراحة الأنف والأذن والحنجرة في مُستشفيات نابلس وجنين وطولكرم. في عام 1966، أنجبا ابنًا اسمه سائد، يعمل حاليًا محاضرًا في جامعة النجاح الوطنية في نابلس. في عام 1969 أنجبوا ولدًا آخر يُدعى رائد وهو مهندس في دبي وأنجبوا آخرًا في عام 1972 يُدعى رامي يعملُ مهندسًا في شيكاغو، وابنتها لنا صنفت كواحدة من بين 100 امرأة في العالم تحمل صفة "المرأة الأكثر إلهاما".

## النشاط
أصبحت شادن ناشطة داخل الحركة الطلابية التقدمية أثناء وجودها في المدرسة الثانوية واستمرت في النشاط في الكلية. بعد حرب 1967 تركت وظيفتها كمدرسة احتجاجًا على محاولات إسرائيل تغيير المناهج التعليمية الفلسطينية. كانت شادن ناشطةً جدًا بشكل علني. كانت عضوًا فاعلًا في الجمعية الخيرية الثقافية والاجتماعية (عضو اللجنة الإدارية)، وجمعية حماية الأمومة والطفولة (عضو اللجنة الإدارية)، ومركز عيبال الثقافي للفنون والفلكلور الفلسطيني (عضو مؤسس)، وجمعية مكافحة التدخين. والعقاقير الخطرة (عضو مؤسس)، والمرأة الفلسطينية من أجل التغيير الديمقراطي (عضو مؤسس) وكعضو في اللجان الشعبية الوطنية التي سهلت توزيع المواد الغذائية على المحتاجين.

## الوفاة
في 11 أكتوبر/تشرين الأول 2002، توقفت سيارة جيب تابعة للجيش الإسرائيلي خارج منزلها وأطلقت النار من مسافة نحو 30 ياردة. دخلت الرصاصات من النافذة، فأصابتها رصاصتان، في قلبها ورقبتها، وأصيب زوجها جمال وابنها سعيد بجروح طفيفة. عُثِر على ما لا يقل عن 14 رصاصة في مكان الحادث. تم تحديد الأغلفة على أنها ذخيرة من طراز M16 أو بندقية من طراز Galil. دفنت في 14 تشرين الأول/أكتوبر، وكان من بين المتحدثين في جنازتها كل من لجنة التنسيق الحزبية ومحافظ نابلس ومساعدين في المجال الإنساني ومصطفى البرغوثي رئيس جمعية الإغاثة الطبية الفلسطينية.
أفاد الجيش الإسرائيلي بأن الجنود اعتقدوا أنهم سيتعرضون لهجوم فردوا بإطلاق النار. تأثرت امرأة أمريكية تبلغ من العمر 56 عامًا، تدعى جيل كوري تونسينج، بالتقارير ودفعت 300 دولارًا أمريكيًا مقابل إشعار الوفاة في The Hartford Courant. وفقًا لكاترين فيشر شوارتز، مديرة مجلس علاقات المجتمع اليهودي في الاتحاد اليهودي في هارتفورد الكبرى، اتصل بها العديد من الأشخاص للتعبير عن قلقهم بشأن إشعار الوفاة. وأعرب آخرون عن دعمهم.
وعد أرييل شارون الولايات المتحدة والاتحاد الأوروبي بالتحقيق في القضية. في البداية قال الجيش الإسرائيلي إنه كان يرد على الاضطرابات. وذكر التقرير الأولي للجيش الإسرائيلي أنها أصيبت برصاصة طائشة. لم تُقبل النتيجة فأجري تحقيق ثانٍ، لكن النتائج لم تُعلن. وبسبب ضغوط عائلة شادن، كان تحقيق الجيش الإسرائيلي أكثر صرامة من المعتاد. ذكر تحقيق الشرطة العسكرية أن الجنود أطلقوا النار على المنزل كرادع لأن رجلاً حاول مغادرة المنزل أثناء حظر التجول. كانت إحدى نتائج التحقيق أنه لم يعد مسموحًا للجيش الإسرائيلي بإطلاق النار لفرض حظر التجول.) ولا تعتبر جدران المنازل "حدودًا طبيعية".  بعد مرور عامين ونصف على إطلاق النار، مثل العقيد هاريل كنافو الذي كان وقتها في قيادة لواء السامرة وقائد السرية العاملة في المنطقة، مع جنوده أمام محكمة تأديبية بتهمة تجاوز سلطتهم إلى درجة الخطر. نفى الجنود العشرة إطلاق النار على المنزل وادعوا أنهم لا يتذكرون من أطلق النار. لم يقل أي منهم إنهم في خطر ولا أنهم أطلقوا النار على "مطلوب" يهرب. وصرح قائد الفصيل "لم تكن هناك اضطرابات عنيفة أو إطلاق نار من جهة منزل المرأة المقتولة". 